# 開成高校なりすまし事件
開成高校なりすまし事件（かいせいこうこうなりすましじけん）は、日本で2020年に起きた学業不正事件。

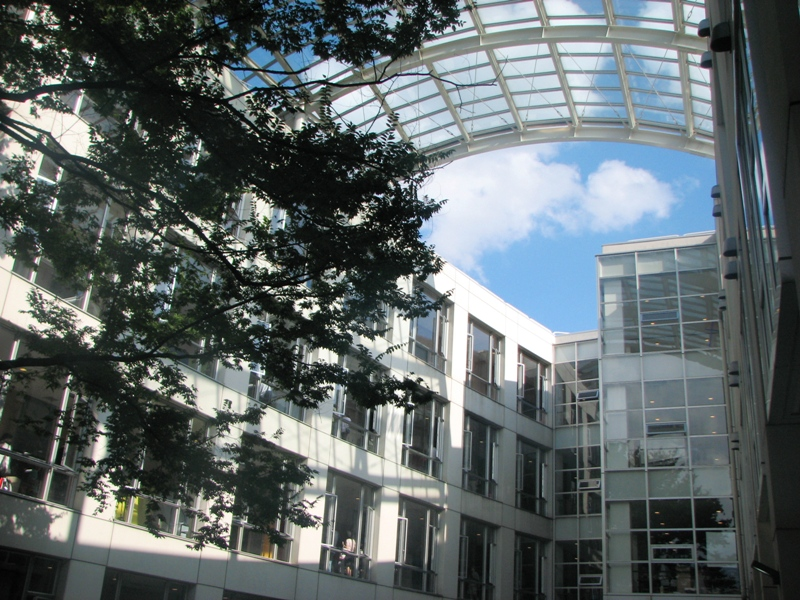
事件が起きていた開成高等学校

## 概要
2020年9月30日に、東京都荒川区の開成高等学校に入学試験で合格した者とは別の者が通っていたことが明らかとなった。合格した者は入学辞退をしないで入学手続きをしたものの違う高校に入学していた。そして別人がこの入学手続きをした生徒になりすまして登校して授業を受けていた。
入学試験は2020年2月10日に5科目で実施され、本人はこの全ての科目を受験し合格していた。2月16日には合格者説明会が実施されているが、本人はこれにも出席していた。この時期はコロナ禍であったために入学からしばらくはオンラインで授業が行われていた。6月下旬には対面授業が再開されて合格者とは別人が出席していたのだが、教諭はこれが別人であると見抜くことができていなかった。中学校から高校に進学する際には出身中学校から入学高校に指導要録という書類を送付することとなっているのだが、この指導要録が7月下旬になっても開成高校に出身中学校から送付されていなかった。このことを不審に思い調査をしたところ、中学校からは指導要録は別の高校に送付したとの返事だった。合格した者は実際は別の高校に通っており、開成高校に通っている者は合格者になりすました別人であることが明らかとなったのである。コロナ禍であるため、開成高校は2020年度の入学式は行っていなかった。
このことにより開成高校に在籍ということになっていた生徒（合格者）は除籍処分になる。そしてなりすまして通学していた者は構内への立ち入り禁止処分になった。開成高校によると、在籍していた生徒もなりすましで通学をしていた者も共に未成年であった。そのことから、この2人の関係は明らかにしなかった。開成高校はこのような事件が再発しないように対策を考えていくこととした。
慶應義塾大学特任教授でもある若新雄純は、通い始めている者が手続き上の人物と一致しているかは、すぐに気付くことはできないであろうとしている。そしてコロナ禍などによるオンラインの授業であるならば本人確認を行うことができるかも疑問で、別人がオンラインの授業を受けていてもすぐに気付くことはできないだろうとした。今回の開成高校の事件については、オンラインの授業になりすましで出席して、このオンラインの授業の期間に教員とも関係を作ってきた上で6月から対面授業を受けに登校していたのだろうと見ている。
この事件について記者から質問を受けた開成高校の校長は、未成年のことであることからも詳しいことまでは答えなかった。この校長は自身を全くの性善説で物事を考えていたと述べ、この事件に対してはまさかという感じであった。この事件によりひとり不合格になった生徒が発生したという捉え方にはならないだろうとした。この事件により1人が退学したことで、不合格者のうちの1人を繰り上げ合格にするということはしないとした。